# Primulina yungfuensis
Primulina yungfuensis là một loài thực vật có hoa trong họ Tai voi (Gesneriaceae). Loài này có ở Quảng Tây (Trung Quốc); được W.T.Wang mô tả khoa học đầu tiên năm 1987 dưới danh pháp Chirita yungfuensis. Năm 2011, Mich.Möller & A.Weber chuyển nó sang chi Primulina.